# زمین‌لرزه ۱۹۴۴ چین
زمین‌لرزه چین  در تاریخ ۹ مارس ۱۹۴۴ میلادی، برابر با ‎۱۸ اسفند ۱۳۲۲، ساعت ۲۲:۱۲:۵۸ به زمان یوتی‌سی در چین رخ داد. بزرگی آن ۷٫۱ در مقیاس Ms اعلام شده‌است. زمین‌لرزه به وقت محلی در روز جمعه، ساعت ۶ روی داده و منطقه زمانی آن یوتی‌سی +۸ بوده‌است .
سازمان زمین‌شناسی آمریکا نیز جای این زمین‌لرزه را در مختصات ۴۴°شمالی ۸۴°شرقی / ۴۴°شمالی ۸۴°شرقی و بزرگی آنرا برابر با ۷٫۲ در مقیاس ریشتر اعلام کرده‌است. 
شمار کشتگان زلزله حدود ۴ نفر بوده‌است.